# Чемпионат Германии по футболу 1902/1903
Чемпионат Германии по футболу 1902/1903 — 1-й розыгрыш Чемпионата Германии по футболу (нем. Deutsche Fußballmeisterschaft). Турнир начался 3 мая 1903 года, а финал состоялся 31 мая 1903 года на стадионе в Альтоне. Победителями этого турнира стала команда Лейпциг.
В чемпионате участвовало 6 команд: Лейпциг, ДФК «Прага», «Альтона 93» Гамбург, «Виктория-1896» Магдебург, «Британния-92» Берлин, «Карлсруэ ФФ».

## Предварительные игры
| «Альтона 93» Гамбург | 8:1 | «Виктория-1896» Магдебург |
| -------------------- | --- | ------------------------- |
|                      |     |                           |

| «Британния-92» Берлин | 1:3 | Лейпциг |
| --------------------- | --- | ------- |
|                       |     |         |

## 1/2 финала
| Лейпциг | 6:3 | «Альтона 93» Гамбург |
| ------- | --- | -------------------- |
|         |     |                      |

| ДФК «Прага» | +:- | Карлсруэ ФФ |
| ----------- | --- | ----------- |
|             |     |             |

## Финал
| Лейпциг | 7:2 | ДФК «Прага» |
| ------- | --- | ----------- |
|         |     |             |